# Джезуалдо (Италия)
 Тази статия е за градчето в Южна Италия.  За италианския композитор вижте Карло Джезуалдо.  
Джезуа̀лдо (на италиански: Gesualdo; на неаполитански: Gesuardo, Джезуардо) е малко градче и община в Южна Италия, провинция Авелино, регион Кампания. Разположено е на 676 m надморска височина. Населението на общината е 3686 души (към 2010 г.).